# Mycetina gabonica
Mycetina gabonica es una especie de coleóptero de la familia Endomychidae.

## Distribución geográfica
Habita en Gabón.